# دوما بوكو
دوما بوكو (بالإنجليزية:Duma Boko) هو سياسي ومحامي بوتسواني، يشغل منصب رئيس بوتسوانا منذ 1 نوفمبر 2024،وذلك بعد فوزه في الانتخابات الرئاسية التي أجريت في 30 أكتوبر 2024،ويشغل حاليًا منصب رئيس منظمة المظلة للتغيير الديمقراطي، شغل سابقًا منصب زعيم المعارضة من 25 أكتوبر 2014 حتى 28 أغسطس 2019.

## السيرة الذاتية
وُلِدَ في 31 ديسمبر 1969 في قرية ماهالابي، في المنطقة الوسطى،درس القانون في جامعة بوتسوانا في عام 1987،وتخرج في عام 1994،والتحق بكلية هارفارد للحقوق وحصل على درجة الماجستير في القانون،وعمل كمدرس في القانون من عام 1993 حتى عام 2003.

## المسيرة السياسية
في عام 2010، أصبح زعيم الجبهة الوطنية البوتسوانية، ولكن عندما انقسم هذا الحزب في عام 2000،أصبح عضوًا مؤسسًا في الجبهة الديمقراطية الوطنية، وأثناء الانتخابات العامة في عام 2014، قاد حزب المؤتمر الديمقراطي الموحد إلى المركز الثاني في الجمعية الوطنية، وحصلت على 17 مقعدًا مقابل 37 مقعدًا لحزب بوتسوانا الديمقراطي، لذلك أصبح زعيمًا للمعارضة، ولكن في الانتخابات العامة في عام 2019 هُزِمَ أمام حزب البدو الديمقراطيين.

## توليه الرئاسة
أجريت الانتخابات الرئاسية في 30 أكتوبر 2024،وفاز بها، وبعد توليه الرئاسة أعلن عن نيته منح تصاريح عمل وإقامة مؤقتة للزيمبابويين الغير المسجلين وإعادة التفاوض بشأن صناعة الألماس، وقال بأن حكومته ستدفع من أجل زيادة الاستثمار في الطاقة الشمسية والقنب الطبي والقنب الصناعي، كما أعلن عن ارتباطات مع إيلون ماسك لتوسيع نطاق الوصول إلى الإنترنت بأسعار معقولة في جميع أنحاء البلاد من خلال ستارلينك، وفي مارس 2025،حضر إلى الفضاء، تم الإطلاق من منشآت سبيس إكس، أول قمر صناعي لبوتسوانا.